# 赤羽台トンネル

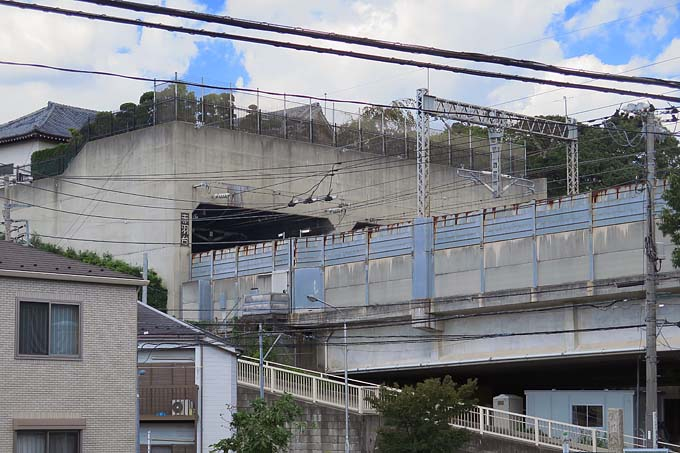
赤羽台トンネル上野側坑口

赤羽台トンネル（あかばねだいトンネル）は、東北新幹線上野駅 - 大宮駅間および東北本線支線（通称埼京線）赤羽駅 - 北赤羽駅間にある総延長585メートルの複々線鉄道トンネルである。トンネル全体が東京都北区にある。

## 概要
東北新幹線と埼京線の複々線トンネルであり、それぞれの下り列車進行方向に対して左側から、すなわち西から東北新幹線下り線、上り線、埼京線下り線、上り線の順で線路が並んでいる。東北新幹線は赤羽駅構内西側の埼京線高架ホームの上部を通過した後、25パーミルの下り勾配で北上しながら西へ向きを変え、武蔵野台地の辺縁部となる台地を下り列車に対して左へ半径約800メートルの曲線を描きながら赤羽台トンネルを抜ける。埼京線は赤羽駅高架ホームを出て新幹線高架橋の直下から東側へ出て、勾配を下ってきた新幹線と赤羽台トンネル入口付近でほぼ同レベルに並び、以降並行して走る。トンネルは箱型の断面で、新幹線の複線と埼京線の複線を収める箱が横に並んでいる。トンネル入口から約50メートルの間は八幡神社境内を通り、続いて約300メートルの間を星美学園敷地内を通過して、赤羽台四丁目住宅地区の地下を通り抜けて出口へ至る。沿線には星美学園の教育施設・社会福祉施設に加えて東京北医療センターもある。

## 建設の背景
1970年（昭和45年）に全国新幹線鉄道整備法が制定され、翌1971年（昭和46年）には基本計画が定められ、東北新幹線が着工されることになった。赤羽駅から荒川を渡るまでの区間では、当初の工事実施計画では東北本線（京浜東北線・宇都宮線・高崎線・東北貨物線の線路）に並行して北上し、そこから赤羽台の台地を回り込んで、板橋区舟渡に設定された荒川渡河地点まで直線的に進む経路が想定されていた。しかし、沿線に利益をもたらさないのに騒音だけをもたらすとして新幹線の建設に反対運動が起こり（東北・上越新幹線反対運動）、新幹線建設の代償として新幹線に並行して通勤路線（通勤別線とも。後の埼京線）を建設する構想が打ち出されることになった。新幹線に通勤別線を併設するからには、北区内でも通勤別線に駅を設置できる経路でなければ意味がないことになり、赤羽から荒川までの間に北赤羽駅と浮間舟渡駅を設置することとして経路が変更されることになった。こうして1978年（昭和53年）12月16日に、新しい経路に変更する工事実施計画（その3）が承認された。この経路変更により、赤羽駅から荒川の間の東京起点13キロ000メートルから17キロ807メートルまでの範囲で大きく西側に膨らませるように線形が修正され、線路長が245メートル増加した。またこれにより、赤羽台の台地の下を通り抜けるトンネルが必要となり、本トンネルの建設につながった。一方で、市街地の中を新幹線が通り抜けることになり、北区内での反対運動を激化させることにもつながった。

## 建設計画

### 建設担当
東北新幹線の建設は、日本国有鉄道（国鉄）本社新幹線建設局が担当した。その中で赤羽台トンネルを含む区間は東京第三工事局の管轄で、実際に担当したのは北・板橋工事区である。北・板橋工事区の管内には工事着手上の難問が山積していたこともあり、きめ細かな対応を実施するために1983年（昭和58年）10月1日に北・板橋工事区から赤羽台工事区が分離新設され、以降赤羽台工事区が赤羽台トンネルの区間を担当した。工事を請け負ったのは、起点側が清水建設、終点側が戸田建設であった。

### 線形
赤羽台の台地は周辺低地に対して約14メートルの高さがある。台地の前後では道路と高架橋が立体交差する必要があることから、新幹線・埼京線の高架橋の高さをあまり下げることができず、結果として赤羽台トンネルの土被りは浅いものとならざるを得なかった。できるだけ土被りを増やすために、トンネル起点側は25パーミル勾配で下り、途中から15パーミル勾配で上るV字形の縦断勾配を採用することになった。結果として土被りは入口部で約0.5メートル、中央部のもっとも深い場所で約5.5メートル、出口部で約2メートルである。
沿線には星美学園の教育施設・社会福祉施設に加えて国立王子病院（現在の東京北医療センター）もあって厳しい振動対策が求められた。防振対策として通常より壁厚を大きくし、上面および側面は1.2メートル、床板は1.5メートルとした。トンネル内面の高さは7.3メートル、新幹線トンネルの内面幅は10.8メートル、埼京線トンネルの内面幅は場所により9.35メートルから14.43メートルである。
地質は地面の表面から約7メートルが関東ローム層に覆われており、その下は本郷層および東京層という礫混じりの砂層があり、30メートル以上の深さに東京礫層がある。地下水位はトンネル掘削面より下であったため掘削中の出水はほとんどなかった。

## 建設

### 反対運動
トンネルが通過する赤羽台は、夜間には騒音が40 - 45ホン以下となるような静かな住宅街であり、そういった地区を通過する新幹線計画には当初から強い反対運動が起こり、法廷闘争ともなった。
トンネルが敷地内を通過する星美学園は、1947年（昭和22年）に現在地に移転し、以降星美学園小学校、星美学園中学校・高等学校、星美学園短期大学などを運営してきた。1971年（昭和46年）10月14日に発表された当初計画の経路では、新幹線は敷地直下を通らず東側の在来線に近い敷地をかすめて通る程度であったが、新幹線の騒音・振動の影響を懸念して学園側は反対の陳情を始めた。その後、十数回に渡り国鉄と学園の間で話し合いを継続したが、1978年（昭和53年）12月16日の経路変更により、新幹線の経路は学園直下をトンネルで通過するものへと変わり、この計画変更を一方的なものであるとして学園側は面会を断るようになった。そして1980年（昭和55年）3月12日には、赤羽駅 - 荒川間の建設工事および荒川橋梁建設工事の中止を求める仮処分申請を学園側が行うに至った。法廷において交渉が続けられた結果、騒音・振動により環境が阻害されないように措置すること、建設工事で支障を及ぼさないこと、区分地上権を設定すること、相当額の用地譲渡と建物補償に応じることを条件として、1982年（昭和57年）11月25日に和解が成立した。
一方北区沿線の反対派住民は、北区新幹線対策連合協議会を結成し、200名余りが1980年（昭和55年）9月に工事差し止め請求を行った。このうち、25名の原告が赤羽台トンネル直上部の居住であった。しかし時とともに理解が得られるようになり、戦時中に崖下から台地へ向けて掘られた防空壕を調査して埋め戻すことを条件として土砂運搬導坑の掘削が認められるようになった。1984年（昭和59年）6月末にトンネル上部の支障住宅の移転が完了し、8月8日には地元と工事に関する協定書が正式に調印された。裁判も10月3日に和解が成立し、全体の着工が可能となった。

### 工期と工法の検討
赤羽台トンネルは地山に開削工法（オープンカット）で建設するボックスカルバート構造であり、土木工学的に言えば平凡で、特に難しい工事とは言えなかった。しかしトンネル周辺に病院・学校・住宅地が近接するという条件で作業スペースに制約を受けた上に、作業時間は8時から18時までの昼間のみ、大型車両の通行は1日30台まで、日曜・祭日の作業禁止、通園・通学時間帯の工事車両の通行禁止という作業条件の制約を課せられることになった。出口側以外については、1984年（昭和59年）9月下旬から21時までの作業時間延長が受け入れられ、それ以外の時間帯や日曜・祭日についても騒音・振動が充分に少ない作業であれば容認されるようになった。しかし、目標とする1984年（昭和59年）度内の新幹線上野開業のためには、1983年（昭和58年）の夏休みが星美学園内の支障建物の移転工事を始める限界であった。トンネル全体としては、早い工区では1983年（昭和58年）2月に着工できたが、遅いところでは1984年（昭和59年）7月まで着工がずれこむことになった。全面的に本工事着工が可能となったのは1984年（昭和59年）9月であり、1985年（昭和60年）3月の開業に間に合わせるための土木工事完成期限は1984年（昭和59年）12月末で、通常なら約1年かかる工事を、厳しい制約条件の下でその3分の1ほどの期間で施工する超突貫工事となった。
開削工法であるため、トンネル上にある建物の一時移転が必要となった。移転対象となったのは、八幡神社社務所、星美学園小学校校舎・体育館・受付棟・司祭館・星美ホーム、都営住宅および一般住宅約70戸であった。星美学園内では、4階建て鉄筋コンクリート造の中高特別教室棟のみはアンダーピニングを行って建物下にトンネル構築を行うことになったが、それ以外の9棟延べ床面積約1万平方メートルがトンネル工事に支障することになり、校舎の移転再配置の計画を練った。その結果、トンネル工事終了後にトンネル上に短大校舎を建設することにし、それ以外のトンネル上の土地はグラウンドとして利用することになった。支障移転計画の策定と代替施設の建築工事、支障建物の撤去工事、埋蔵文化財の調査を終えて、星美学園内の工事に全面着工できたのは1984年（昭和59年）9月上旬であった。八幡神社社務所については、移転場所がなかったためトンネル本体を手前に伸ばして、その上に社務所を再建した。
トンネルの防振対策が様々な観点で検討された。軌道構造としては弾性被覆材を介してPC枕木をコンクリート路盤上に固定するB型弾直軌道が採用された。また路盤構造としては、通常はトンネルの底盤をそのまま路盤とするが、路盤をトンネル底面から浮かせるフローティングスラブ構造を採用することにした。路盤をコンクリート製の桁構造とし、トンネル底盤に設置したゴムシューで桁を支えるものである。またトンネル躯体の寸法を厚くすることにし、質量・剛性の増大により振動を抑えることにした。加えて掘削時の土留壁を連続地中壁として、トンネル完成後も存置することで地中振動遮断壁として利用することにした。さらにトンネル上部に建設される校舎については、トンネルを跨ぐ架台を構築してその上に校舎の基礎を載せることで、トンネルと校舎を絶縁する対策が採られることになった。

### 開業に向けた急ピッチの工事

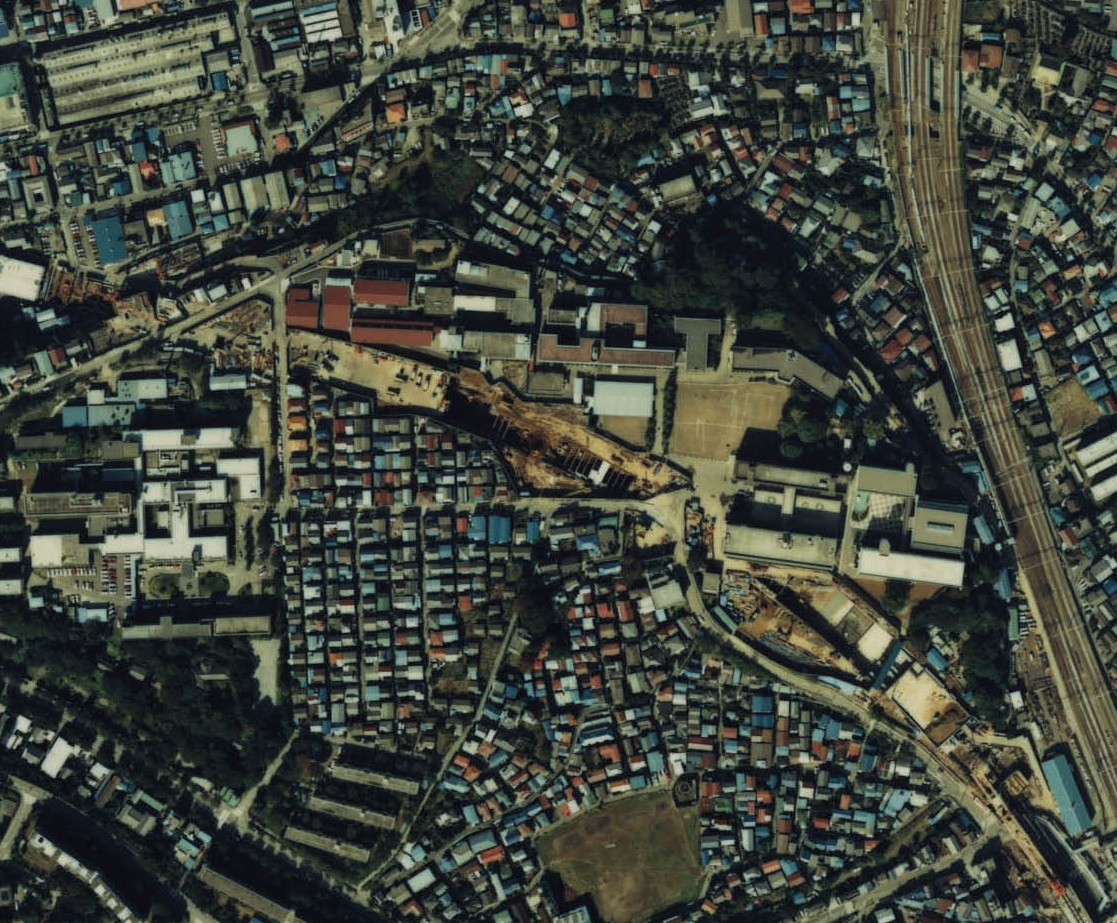
建設中の赤羽台トンネル航空写真、トンネルルート上に建物が残っているところがアンダーピニングで下にトンネル構築を行った中高特別教室棟、右側の在来線へ向けて学園内グラウンド下に作業導坑が掘られ、ベルトコンベアで土砂搬出を行った。

1982年（昭和57年）5月25日、赤羽台トンネルの起点方の一部を着工した。しかし反対運動や支障建物の移転の関係などもあり、場所によって着工日時はさまざまであった。星美学園内のトンネル工事起工式は1984年（昭和59年）6月18日であった。
星美学園内は前述の通り1984年（昭和59年）夏以降の着手となったが、それまでにできるだけの地中壁を構築しておくことを考え、PIP工法の柱列杭を採用することにし、杭径550ミリ、杭長16 - 18メートルを使用した。学園の正門付近では、覆工板を地面に敷設して地上の機能を生かしたまま、覆工板の下に地中壁を構築する工事を行った。中間杭を打ち込み覆工板を敷設して道路面下を約6.5メートルまで一次掘削した。その上で、覆工板の下で掘削を行い杭を打ち込んで地中壁を構築した。
開業までの工程を考えると、星美学園内の掘削作業に使える工期は2か月程度しかないと見積もられた。この間に搬出が必要な土砂の総量は約8万立方メートルに上るものと見込まれ、1日当たり約1,500立方メートル、ダンプトラックにして200台あまりとされた。これは先の大型車両通行制限に抵触してしまうことになる。そこで1984年（昭和59年）3月から、在来線側から星美学園のグラウンドの下をトンネルルートに向かって作業導坑を約400メートルに渡って掘削した。この作業導坑にベルトコンベアを設置し、作業導坑を出た後は在来線の線路の敷地を利用して北へベルトコンベアを伸ばし、新河岸川の河川敷にダンプトラックに積み替えるためのホッパーを設置した。ベルトコンベアは全長約950メートル、ベルト幅約900ミリ、速度120メートル/分、最大で1日約2,000立方メートルの土砂を搬送した。トンネルルート上の作業導坑に沿って約30メートルごとに立坑が設置され、掘削作業によって出た土砂をこの立坑から落とし込むことで土砂の搬出を行った。作業導坑は後で星美学園側が再利用できるように新オーストリアトンネル工法 (NATM) で掘削され、11月までに土砂の搬出を完了した。
星美学園中高特別教室棟は前述の通り、アンダーピニングにより既存の建物の下にトンネルを構築することになった。そのためにトンネルを跨ぐコンクリートスラブ方式の架台に校舎の荷重を受け替えてからその下を掘削することになった。まず地面を覆う覆工板を敷設する必要があったが、許された工期は1983年（昭和58年）7月21日から8月31日の約40日間のみであった。その上、埋蔵文化財の調査後に工事にかからなければならないという制約があったが、遺跡が少なく天候にも恵まれたため、無事工期内に覆工作業を完了した。この覆工の下で以降のアンダーピニング作業を進めることになったが、資材の搬入や掘削土の搬出のために覆工の一部を開けておくことは許されなかった。そこで、起点側の先に工事が行われていた部分からトンネル本坑断面内に約100メートルに渡って幅2.7メートル×高さ2.0メートルの作業用導坑を掘削した。アンダーピニング作業時に出る土砂は、作業用導坑内からベルトコンベアで起点側に搬出した。校舎を支える架台の基礎は場所打ち杭で径2.0メートル、長さ25.5メートルのものをTBH工法で施工した。作業場所の高さが制約されているため、鉄筋かごを3.0 - 4.0メートルごとに継ぎ手を設けてつなぎながら立て込んでいった。これにより架台を構築した後、油圧ジャッキを利用して校舎基礎の杭24基を受け替えた。受け替え完了後にトンネルの底面までの掘削を行った。受け替えた校舎のトンネルルート上の部分の重量は約6,000トンであった。
一方、トンネル工事終了後にトンネル直上部に短大校舎が建築されることになっており、この区間についてはトンネルのボックス構造を構築後にコンクリートスラブで建物基礎となる架台をトンネルを跨ぐように施工した。ここでは、架台の基礎となる連続地中壁が掘削時の土留壁を兼ねる構造とし、またトンネル上床版は架台を構築する際の型枠支保工基盤となる構造で建設された。
出口側の工事は、1984年（昭和59年）3月から着工され、BW工法で厚さ500ミリ、長さ17 - 20メートルの連続地中壁を構築する方法で建設が進められた。通常、開削工法で掘削する土砂はトンネル上部で積み込んで搬出するが、赤羽台トンネルでは付近の道路が狭く大型車両通行禁止であり、この方法は利用できなかった。そこで出口側でも同様にトンネル本坑断面内に導坑を掘削してここにベルトコンベアを設置し、この上に立坑を5か所に設置して、ブルドーザーやバックホーで立坑に土砂を落とし込む形で掘削を行った。土砂は出口側に設けた工事用車路からダンプカーで搬出した。
ボックスカルバートを構築する際には通常、下床版、側壁を構築後支保工を立てて型枠、鉄筋、上床版コンクリート打設という手順で造られる。しかしこの方法では、上床版の支保工を撤去するまでトンネル内での次の作業に着手することができないため、工期短縮の工夫が必要となった。そこで工期の厳しい約260メートルに渡って急速施工法を採用し、H形鋼を天井部分に1メートル間隔で並べて、その間に埋め殺しの鋼板を並べ、その上で鉄筋を組み立てて上床版の施工を行った。これによりフローティングスラブ設置作業と上床版構築作業を同時に進めることが可能となった。

## 完成
1984年（昭和59年）12月21日に赤羽台トンネルおよび高架橋桁連結式が行われた。この時点でトンネル内のフローティングスラブのコンクリート打設は12月18日に終わっていたが、トンネル上床版の施工が完了したのは12月27日のことであった。この赤羽台トンネルの完成が、東北新幹線上野駅 - 大宮駅間で最後の土木工事の完成であった。1985年（昭和60年）1月9日、上野駅 - 大宮駅間のレール締結式も赤羽台トンネル内にて開催された。軌道・電気工事、諸試験、訓練運転が急ピッチで進められ、東北新幹線は1985年（昭和60年）3月14日に上野開業を迎えた。通勤別線（埼京線）については、乗り入れ先路線の計画変更に伴い東北新幹線との同時開業ができなくなり、ほぼ半年遅れて9月30日に開業となった。

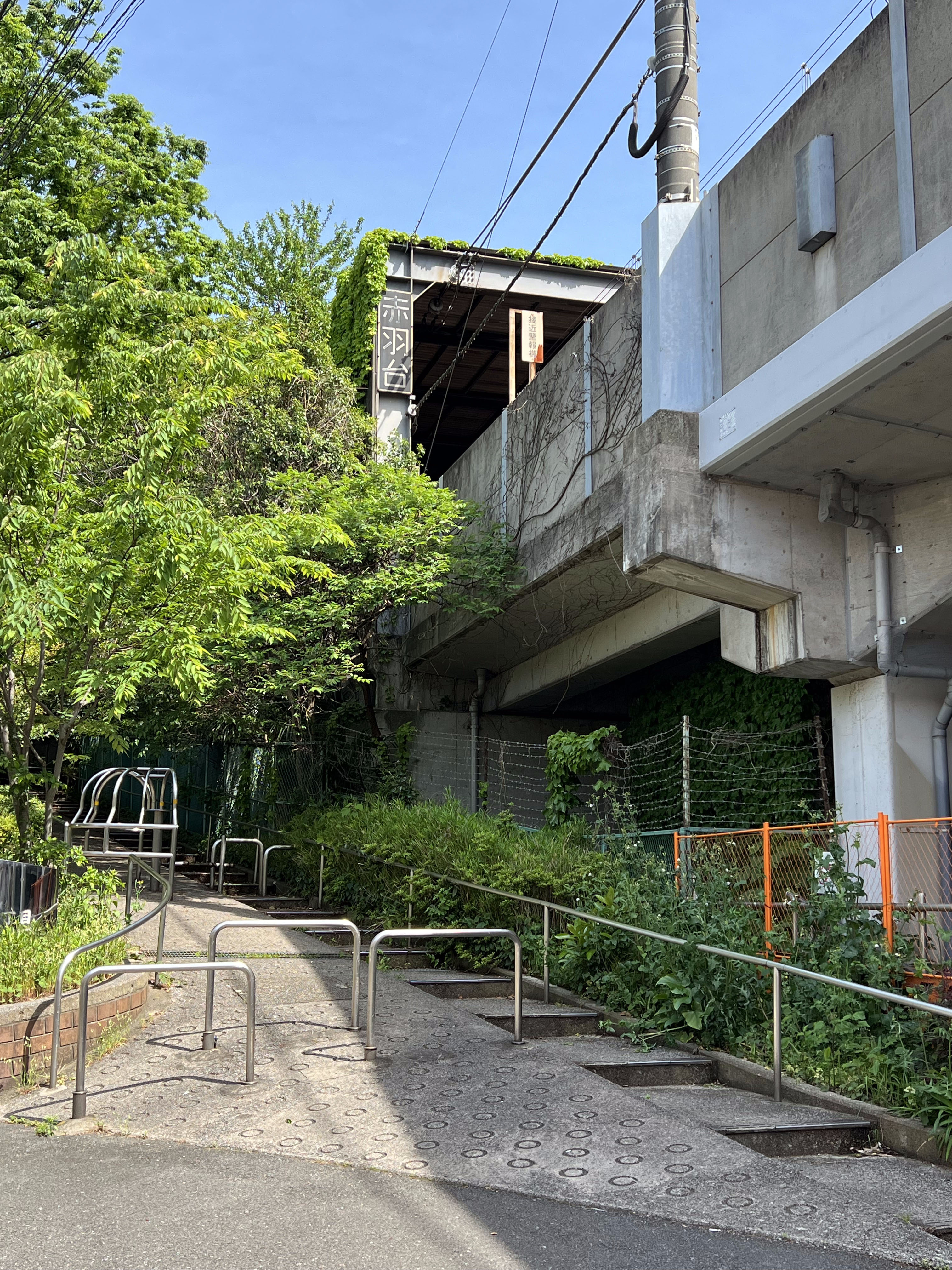
北赤羽駅側 埼京線出口
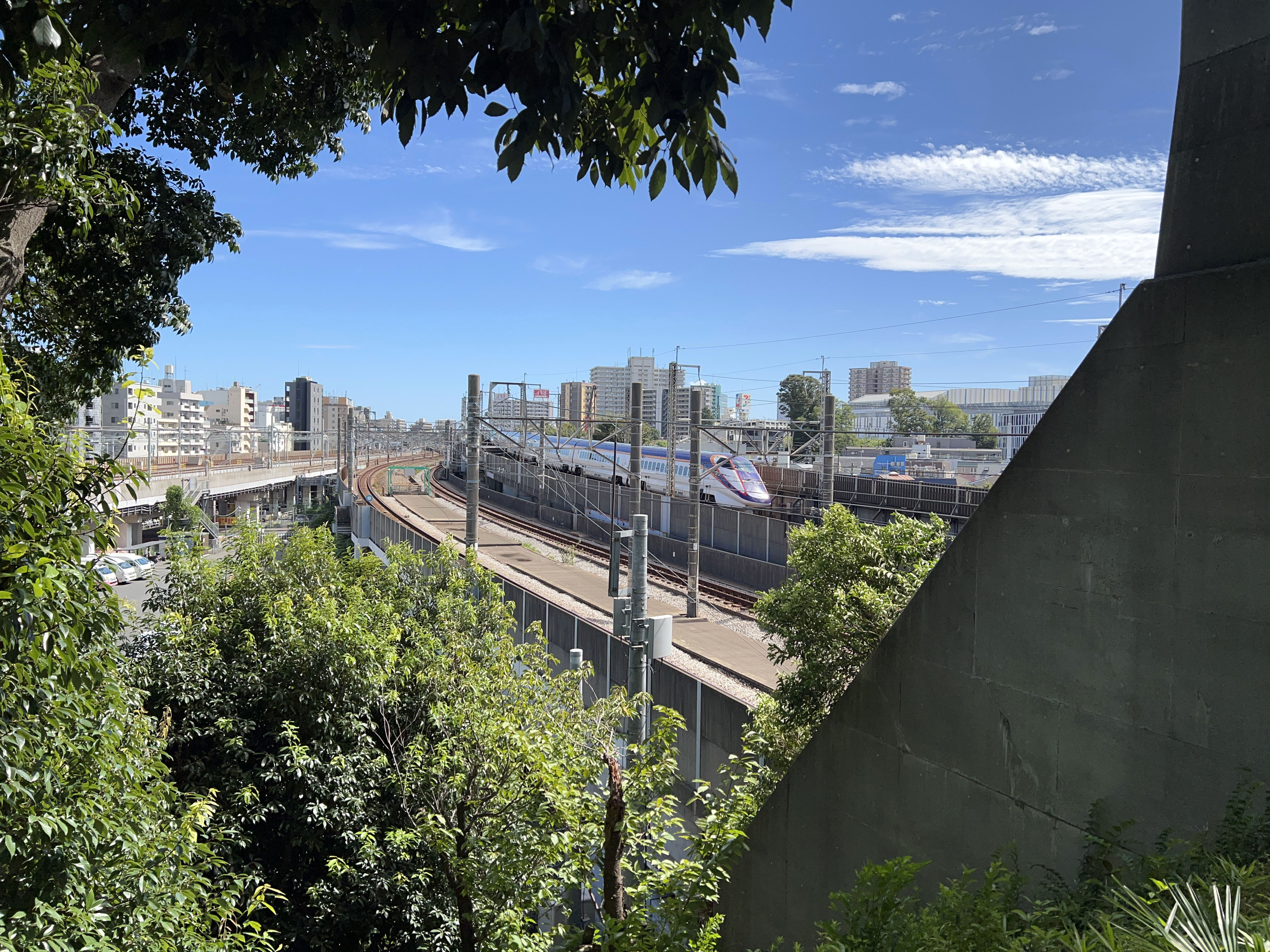
赤羽台トンネルに進入する山形新幹線

### 書籍
- 『東北新幹線工事誌 上野・大宮間』日本国有鉄道、1986年2月。
- 山之内秀一郎『東北・上越新幹線』（初版）JTB、2002年12月1日。ISBN 4-533-04513-8。
- 草町義和『鉄道計画は変わる。』（第1刷）交通新聞社、2014年2月15日。ISBN 978-4-330-43814-6。
- 髙松良晴『もう一つの坂の上の雲 鉄道ルート形成史』（初版1刷）日刊工業新聞社、2011年7月25日。ISBN 978-4-526-06714-3。

### 論文・雑誌記事
- 岡本茂・石井忠久「赤羽台トンネルの設計・施工」『鉄道土木』第27巻第3号、日本鉄道施設協会、1985年3月、52 - 56頁。
- 隅内敏夫「東北新幹線赤羽台トンネルの施工」『交通技術』第40巻第3号、交通協力会、1985年3月、84頁。
- 長谷川進「埼京線・川越線の輸送計画」『交通技術』第40巻第9号、交通協力会、1985年9月、278 - 280頁。
- 榊原貞臣・岡本茂「東北新幹線・通勤別線の設計・施工計画 上野-大宮間 赤羽台トンネル」『トンネルと地下』第16巻第5号、土木工学社、1985年5月、49 - 53頁。
- 村上淳也「東北新幹線赤羽台トンネルの施工」『土木施工』第26巻第6号、山海堂、1985年5月、34 - 42頁。